# Галактика розриву Лаймана
Галактики розриву Лаймана — це зореутворюючі галактики на високому червоному зсуві, які відібрані на основі їх різного зовнішнього вигляду в декількох світлофільтрах, спричиненого розташуванням ліміту Лаймана. Ця техніка в основному застосовувалася для відбору галактик на червоному зміщенні z = 3–4 з використанням ультрафіолетових та оптичних фільтрів, але прогрес в ультрафіолетовій астрономії та в інфрачервоній астрономії дозволив використовувати цю техніку при нижчих і вищих червоних зміщеннях із використанням ультрафіолетових та ближньо-інфрачервоних фільтрів.
Така техніка пошуку галактик привела до відкриття найвіддаленіших галактик на сьогодні (z~12-13).

## Опис
Техніка відбору галактики розриву Лаймана спирається на той факт, що випромінювання при вищих енергіях, ніж ліміт Лаймана на 912 Å, майже повністю поглинається нейтральним газом навколо зореутворюючих областей галактик. У системі координат спокою галактики, що випромінює, емісійний спектр є яскравим на довжинах хвиль більше 912 Å, але дуже тьмяний або непомітний на коротших довжинах хвиль — це відоме як "випадання", або «розрив», і може бути використане для пошуку положення ліміту Лаймана. Світло з довжиною хвилі менше 912 Å належить до ультрафіолетового діапазону і поглинається атмосферою Землі, але для дуже віддалених галактик довжина хвиль світла значно розтягується через розширення Всесвіту. Для галактики з червоним зміщенням z = 3, розрив Лаймана виявиться на довжинах хвиль близько 3600 Å, які є достатньо довгими, щоб їх можна було виявити наземними або космічними телескопами.
Галактики-кандидати близько червоного зсуву z = 3 тоді можуть бути відібрані пошуком галактик, які присутні на оптичних зображеннях (чутливих до довжин хвиль більше 3600 Å), але не відображаються на ультрафіолетових зображеннях (які чутливі до світла на довжинах хвиль менше 3600 Å). Методика може бути пристосована для пошуку галактик при інших червоних зміщеннях, обираючи різні набори фільтрів — метод працює до тих пір, поки зображення можна робити через принаймні один фільтр вище і нижче довжини хвилі ліміту Лаймана на червоному зсуві. Для підтвердження червоного зсуву, оціненого підбором кольору, проводиться подальша астроспектроскопія. Незважаючи на те, що для отримання високоточного червоного зсуву необхідні спектроскопічні вимірювання, спектроскопія, як правило, набагато більш трудомістка, ніж візуалізація, тому вибір галактик-кандидатів за допомогою техніки розриву Лаймана значно покращує ефективність спостережень галактик на високому червоному зсуві.
Питання їх дальнього інфрачервоного випромінювання як і раніше залишається центральним для вивчення галактик розриву Лаймана, щоб краще зрозуміти їх еволюцію та оцінити загальну швидкість утворення зір. Наразі у дальній інфрачервоній області було виявлено лише невелику кількість. Більшість індивідуальних результатів спираються на інформацію, зібрану з лінзованих галактик розриву Лаймана або ультрафіолету у системі координат спокою, або з кількох об'єктів, виявлених супутником Гершеля або з використанням методу складання , що дозволяє дослідникам отримати усереднені значення для індивідуально не виявлених галактик розриву Лаймана.
Але нещодавно методи складання близько 22 000 галактик вперше дозволили зібрати деяку статистичну інформацію про пилові властивості галактик розриву Лаймана.